# Tranh sơn dầu

Tranh sơn dầu Mona Lisa, của Leonardo da Vinci, khoảng năm 1503 – 1506.

Tranh sơn dầu là quá trình vẽ bằng bột màu với môi trường dầu khô làm chất kết dính. Các loại dầu sấy thường được sử dụng bao gồm dầu hạt lanh, dầu hạt anh túc, dầu óc chó và dầu cây rum. Sự lựa chọn của dầu tạo ra một loạt các tính chất cho sơn dầu, chẳng hạn như lượng màu vàng hoặc thời gian khô. Một số khác biệt, tùy thuộc vào dầu, cũng có thể nhìn thấy trong ánh sáng của sơn. Một họa sĩ có thể sử dụng một số loại dầu khác nhau trong cùng một bức tranh tùy thuộc vào các sắc tố và hiệu ứng cụ thể mong muốn. Bản thân sơn cũng phát triển một sự nhất quán đặc biệt tùy thuộc vào phương tiện. Dầu có thể được đun sôi với một loại nhựa cây, chẳng hạn như nhựa thông hoặc nhũ hương, để tạo ra một lớp vecni được đánh giá cao vì chất lượng và độ bóng của nó.
Mặc dù sơn dầu lần đầu tiên đã được sử dụng cho các bức tranh Phật giáo bởi các họa sĩ ở miền tây Afghanistan vào khoảng giữa thế kỷ 5 và 10, nhưng nó đã không được phổ biến cho đến thế kỷ 15. Việc sử dụng sơn dầu có thể đã di chuyển về phía tây trong thời trung cổ. Sơn dầu cuối cùng đã trở thành phương tiện chính được sử dụng để tạo ra các tác phẩm nghệ thuật khi lợi thế của nó được biết đến rộng rãi. Việc chuyển đổi bắt đầu với bức tranh Hà Lan sớm ở Bắc Âu, và bởi trình độ cao của kỹ thuật sơn dầu thời Phục Hưng đã gần như hoàn toàn thay thế việc sử dụng tempera sơn trong phần lớn châu Âu.
Trong những năm gần đây, sơn dầu có thể trộn lẫn nước đã trở nên có sẵn. Sơn hòa tan trong nước được chỉnh lại hoặc thêm chất nhũ hóa để chúng được pha loãng với nước thay vì với chất làm mỏng sơn và cho phép, khi pha loãng đủ mức sẽ có thời gian khô rất nhanh (1 – 3 ngày) so với dầu truyền thống (3 tuần).